# ألكساندر بوبكوف
ألكساندر بوبكوف (بالروسية: Попков, Александр Евгеньевич)‏ (مواليد 27 ديسمبر 1994) هو سبّاح روسي، مثّل بلاده في الألعاب الأولمبية الصيفية 2016.

## روابط خارجية
ألكساندر بوبكوف على موقع الاتحاد الدولي للسباحة (الإنجليزية)
- ألكساندر بوبكوف على موقع أوليمبيديا (الإنجليزية)